# Широкова, Надежда Сергеевна
Наде́жда Серге́евна Широ́кова (род. 28 октября 1938, Ленинград, СССР) — советский и российский историк, антиковед, кельтолог. Доктор исторических наук, профессор СПбГУ.

## Биография
В 1957 году окончила 156 среднюю школу Смольнинского района г. Ленинграда. В 1963 году поступила на исторический факультет ЛГУ, где её учителями были Н. Н. Залесский, К. М. Колобова, Э. Д. Фролов. Специализировалась на античной истории. В 1963—1972 годах была научным сотрудником Научно-просветительного отдела Государственного Эрмитажа. С 1969 года училась в заочной аспирантуре при кафедре истории древней Греции и Рима ЛГУ. В 1972 году стала ассистентом этой кафедры. В 1975 году была защищена кандидатская диссертация на тему «Социально-политическая организация и идеология друидов». В 1978 году стала доцентом кафедры истории древней Греции и Рима. Защитила докторскую диссертацию на тему «Древние кельты на рубеже старой и новой эры» (1991). С 1993 по 2019 г. профессор кафедры истории древней Греции и Рима истфака СПбГУ, затем на пенсии, оставив за собой ряд курсов.
За время работы на историческом факультете СПбГУ были разработаны лекционные курсы «Античное и средневековое наследие в Санкт-Петербурге», «Теория стиля. Стиль в истории западноевропейской и русской культуры как мировоззренческая проблема», «Античность как тип культуры», «Цивилизация кельтов», «Античное искусство», "Музейно-библиотечная практика: «Античное наследие в музеях и библиотеках Санкт-Петербурга», «Музейная практика».
Является членом редакционного совета журнала «Мнемон. Исследования и публикации по истории античного мира», выпускаемом на кафедре истории древней Греции и Рима.

## Научная деятельность
Областью научных интересов является история древнего Рима архаического периода, а также история ранней Римской империи, история, цивилизация и искусство древних кельтов, античное искусство в целом, история и культура римской Британии.
Одним из основных результатов научной деятельности является монография «Древние кельты на рубеже старой и новой эры» (Л., 1989). В ней исследователь изучает вклад кельтов в формирование европейской цивилизации, рассматривает проблему происхождения кельтов, их миграции, процесс формирования поселений городского типа у кельтов доримского периода, социальные отношения в этот период и проблему кельтской государственности.
В монографии «Культура кельтов и нордическая традиция античности» (СПб., 2000) Н. С. Широкова доказывает, что нордическая теория происхождения кельтов подтверждается как письменными источниками, так и археологическими. На основе сравнительного анализа кельтской и скандинавской мифологии автор реконструирует мифологические представления кельтов. Проводятся параллели между античной традицией об Ultima Thule и кельтскими преданиями о сиде, Ином мире. Исследователь приходит к выводу о том, что кельты были ближе к истокам индоевропейской общности, чем прочие народы (то есть отделились от индоевропейского единства раньше остальных этносов).
В монографии «Римская Британия: очерки истории и культуры» (СПб., 2016) рассматриваются основные этапы завоевания Британии Римом и превращение её в римскую провинцию. Проблема романизации Британии изучается на примере анализа её искусства и религии. Автор считает, что культурное влияние было двусторонним: римляне романизировали островитян, но и кельтская культура также влияла на римскую.

## Научные труды

### Монографии
- Культура древних кельтов: учебное пособие. Л.: ЛГУ, 1983. 91 с.
- Древние кельты на рубеже старой и новой эры. Л.: ЛГУ, 1989. 224 с. ISBN 5-288-00370-X
- Культура кельтов и нордическая традиция античности. СПб.: Евразия, 2000. 349, [2] c. ISBN 5-8071-0046-8
- Мифы кельтских народов. СПб.: АСТ, 2004. 431 с. ISBN 5-17-019444-7
- Римская Британия. Очерки истории и культуры. СПб.: Гуманитарная академия, 2016. 380, [2] с. ISBN 978-5-93762-120-7

### Статьи
- Происхождение друидов // Вестник ЛГУ. 1975. № 8.
- Муниципальный строй в римской Галлии // Вестник СПбГУ, 1996. Сер. 2. Вып. 1.
- Кельтские друиды: интеллектуальная элита античного мира? // Вестник СПбГУ, 1996. Сер. 2, вып. 4.
- Другой мир древних кельтов // Вестник СПбГУ, 1996. Сер. 2. Вып. 4.
- Революция или реформа // Чеканова Н. В. Римская диктатура последнего века Республики  / под ред. проф. Э. Д. Фролова. — СПб.: ИЦ «Гуманитарная академия», 2005. — Июнь. — С. 5—8. — ISBN 5-93762-046-1.
- Политические структуры у кельтов доримского периода // Вестник СПбГУ. Серия история. № 2. СПб., 2009.
- Формирование кельтской государственности // Вестник СПбГУ. Сер. 2. Вып. 4. СПб., 2009. С. 49-58.